# Viuz-en-Sallaz
Viuz-en-Sallaz este o comună în departamentul Haute-Savoie din sud-estul Franței. În 2009 avea o populație de 3.859 de locuitori.

## Evoluția populației
| An        | 1975  | 1982  | 1990  | 1999  | 2006  | 2009  |
| --------- | ----- | ----- | ----- | ----- | ----- | ----- |
| Populație | 2.267 | 2.379 | 2.944 | 3.373 | 3.737 | 3.859 |